# Saidjahus guttatus
Saidjahus guttatus is een pissebed uit de familie Eubelidae. De wetenschappelijke naam van de soort is voor het eerst geldig gepubliceerd in 1898 door Adrien Dollfus.